# Культура Иордании
Культура Иордании основана на элементах западноевропейской культуры с существенным влиянием Востока. Иорданское королевство, находясь на стыке трех континентов Старого Света, всегда отличалось культурным разнообразием.

## Поп культура
Более 60 % населения страны сосредоточено в столице страны Аммане. Таким образом, культура концентрируется главным образом в этом городе. На поп культуру в Иордании сильное влияние имеет Запад. Европейская и Американская музыка, фильмы, стиль популярны иорданцев. Амман считается одним из самых вестернизированных и продвинутых городов региона. Моллы, магазины, представляющие западные товары, отели, ночные клубы — значимые элементы жизни Аммана, особенно его западной части. Знание английского языка широко распространено среди представителей высшего и среднего класса Иордании. Вестернизация проходит благодаря традиционно сильному западному влиянию (особенно Британии и США) на внутреннюю и внешнюю политику страны. Кроме того, вестернизации способствует большое количество приезжих из стран Западной Европы и Америки, осевших в Иордании.

## Спорт
Самыми популярными видами спорта в Иордании являются футбол и баскетбол. Растущий интерес к футболу можно отнести к недавним успехам сборной Иордании по футболу, сумевшей в 2004 г. впервые в своей истории выйти из группы в четвертьфинал Кубка Азии. Интерес к баскетболу вырос после подписания спонсорского контракта с известной компанией мобильной связи в регионе Зайн.

## Кухня
Как и другие составляющие культуры Иордании, иорданская кухня сложилась при влиянии культур Запада и Востока, однако самое значимое влияние оказали веяния из Египта, Сирии и Турции. Основными национальными блюдами являются: Мезе, Табуле, Тахини, Фалафель. К традиционным иорданским блюдам относят мансаф.